# Bad Hall
Bad Hall is een gemeente in de Oostenrijkse deelstaat Opper-Oostenrijk, gelegen in het district Steyr-Land. De gemeente heeft ongeveer 4700 inwoners.

## Geografie
Bad Hall heeft een oppervlakte van 13 km². De gemeente ligt in het zuidoosten van de deelstaat Opper-Oostenrijk, in het centrum van Oostenrijk. In het zuidoosten ligt de deelstaat Neder-Oostenrijk.
Adlwang · Aschach an der Steyr · Bad Hall · Dietach · Gaflenz · Garsten · Großraming · Laussa · Losenstein · Maria Neustift · Pfarrkirchen bei Bad Hall · Reichraming · Rohr im Kremstal · Schiedlberg · Sierning · St. Ulrich bei Steyr · Ternberg · Waldneukirchen · Weyer · Wolfern
- Gemeinsame Normdatei: 4023018-1
- MusicBrainz: 861df3bd-ad64-4d5b-899d-d800e5a0776b
- Nationale Bibliotheek van Tsjechië: ge1108836
- Virtual International Authority File: 247159959
- WorldCat: E39PBJvtcCTXjHQVxPk83XmGHC